# Sint-Antonius en Corneliuskerk (Den Hoorn)
De Sint-Antonius en Corneliuskerk is een rooms-katholieke kerk aan de Hoornseweg 12 in de Nederlandse plaats Den Hoorn in Midden-Delfland.

## Geschiedenis
In 1915 werd besloten om in Den Hoorn een zelfstandige parochie te stichten. De eerste steen voor de nieuwe kerk werd gelegd op 19 juli 1916, maar door een gebrek aan geld en middelen wegens de Eerste Wereldoorlog kon de kerk niet direct worden afgebouwd. In 1917 werd de kerk daarom met een gedeeltelijk gebouwde toren en zonder priesterkoor in gebruik genomen. Enkele jaren na de oorlog kon de bouw van de kerk worden voltooid en werd deze op 21 mei 1922 door bisschop Augustinus Callier geconsacreerd. De kerk werd gewijd aan Antonius van Padua en aan de derde-eeuwse Paus Cornelius, aan wie al eerder een kapel in Den Hoorn of Delft was gewijd.
Bij oorlogshandelingen in mei 1940 raakte de kerk zwaar beschadigd, maar werd daarna gerestaureerd. De kerkklok werd in 1942 door de Duitse bezetter gevorderd, maar werd in 1949 vervangen door twee nieuwe klokken. In 1986 werd er een derde klok bijgeplaatst.

## Het gebouw
Architect Nicolaas Molenaar sr. ontwierp een driebeukige kruiskerk in neogotische stijl. Het schip bestaat uit vier traveeën, gevolgd door het transept, met daarachter de travee van het priesterkoor dat wordt afgesloten met een vijfzijdige apsis. Op de linkerhoek van de voorgevel staat de ongeveer 35 meter hoge toren, die is opgebouwd uit drie geledingen met een spits.
Binnen wordt het schip overdekt door kruisribgewelven. De binnenlengte is 36 meter en de hoogte tot het gewelf is 12,5 meter.
De kerk is tot op heden in gebruik bij de parochie "Sint-Antonius en Cornelius". Het gebouw is een gemeentelijk monument.

## Bron
- Website kerk